# Andreas Michelsen
Andreas Michelsen (* 19. Februar 1869 in Hildesheim; † 8. April 1932 in Fallingbostel) war ein deutscher Vizeadmiral der Vorläufigen Reichsmarine.

## Leben
Michelsen trat im April 1888 in die Kaiserliche Marine ein und wurde zum Seeoffizier ausgebildet. 1903 diente er im Dienstgrad Kapitänleutnant als Adjutant des Flottenchefs, Admiral Hans von Koester. Von April bis September 1905 war er Kommandant des Aviso Grille. Während der Sommermanöver 1907 führte er als Korvettenkapitän die II. Schulflottille der Torpedoboote.
Von 1910 bis 1911 war er als Fregattenkapitän Chef des Stabes der Torpedoinspektion. Im September 1911 wurde er Präses der Torpedoversuchskommission und zugleich Kommandant des Großen Kreuzers Friedrich Carl, verbunden mit der Beförderung zum Kapitän zur See im November 1911. Bis zur zwischenzeitlichen Außerdienststellung Ende Juli 1914 blieb er Kommandant der Friedrich Carl. Mit Ausbruch des Ersten Weltkriegs im August 1914 übernahm er das Kommando des Großen Kreuzers Prinz Adalbert, mit dem er in der Ostsee eingesetzt wurde. Bei einer Operation in der östlichen Ostsee im Juli 1915 wurde die Prinz Adalbert torpediert und schwer beschädigt. Michelsen brachte das Schiff, 240 Seemeilen rückwärts laufend, nach Kiel zurück.
Ab August 1915 war Michelsen Chef des Stabes bei der Oberleitung der östlichen Ostsee, die ab Januar 1916 die Bezeichnung Befehlshaber der Aufklärungsstreitkräfte der Ostsee (BdAdO) trug. Im April 1916 übernahm er als Kapitän zur See und Kommodore das Kommando als I. Führer der Torpedoboote. In dieser Funktion nahm er an der Skagerrakschlacht teil. Von Juni 1917 bis November 1918 war er Befehlshaber der U-Boote.
Bei Kriegsende wurde Michelsen Chef des Stabes der Hochseeflotte, zum Jahreswechsel kurzzeitig Chef des Stabes und im Januar 1919 Chef der Marinestation der Nordsee. In dieser Funktion wurde er im November 1919 zum Konteradmiral und bereits im Januar 1920 zum Vizeadmiral befördert.
Wegen seiner unklaren Haltung während des Kapp-Putschs im März 1920 wurde Michelsen seines Postens enthoben und Ende 1920 in den Ruhestand versetzt. Anschließend verfasste er mehrere Schriften zum U-Boot-Krieg.

## Schriften
- Das Urteil im Leipziger Uboots-Prozeß – Ein Fehlspruch. Juristische und militärische Gutachten. Berlin 1922.
- Der Ubootskrieg 1914–1918. Leipzig 1925, mit Übersetzungen ins Französische und Italienische:
  - Le guerre sous-marine 1914–1918. Paris 1928.
  - La guerra sottomarina 1914–1918. Livorno 1928.